# Bindal
Bindal este o comună din provincia Nordland, Norvegia.